# 弘益大學

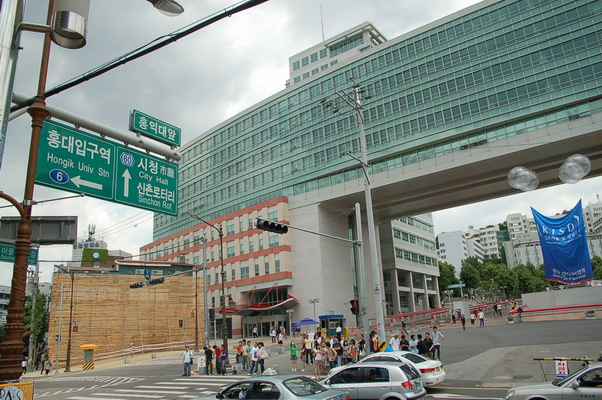
弘益大學

弘益大学（韩语：／ Hong-ig daehaggyo），简称弘大，位于韩国首尔，创建于1946年，是一所四年制全日制重点大学，拥有多项重点大學部专业以及国家级重点科研研究院与艺术文化研究院，包括东亚艺术文化研究院，国际设计研究院等。韩战期间，曾迁校于釜山。韩战结束后，再度迁校于首尔。并于1955年迁校于现在的首尔校区。其后，随着校园的扩建，不断积累的信誉，为学校历史开创了新的里程碑。在学术方面，有商经学部、教育学部、美术学部、工艺学部、建筑学部等及多个研究所。校训“弘益人间”，语出《三国遗事》，指“让最广泛的人间有益”。为了追求这个理念，提出了“自主”“创造”“协同”的目标。
弘益大学是韩国优秀的综合性大学，弘益大学设有16个大學部学院，13个研究生院，28个独立研究院。弘益大学为韩国"BK21+"项目高校，与世界多国进行国际设计项目合作与学术交流，包括英国皇家艺术学院，法国国立高等美术学院，美国罗德岛设计学院，意大利多莫斯设计学院在内的116所艺术大学签订了交流协议。与美国Motorola，法国Millot Design，意大利Emanuel Babled，以及韩国三星，LG等上百家国际公司建立了合作伙伴关系。弘益大学的专业学术地位，以及高标准教育质量，雄厚的教育资源，国际化的发展模式，出色的教育成绩，成为艺术高校中的佼佼者，作为世界著名设计院校，弘益大学不仅是韩国人心目中的艺术殿堂与文化圣地，更是韩国乃至亚洲以及世界近当代艺术与现代文化的代表。并在艺术领域最为突出的部分中，尤其以美术、设计专业最为著名，是亚洲顶级设计院校，世界著名艺术学府，在全球享有极高声誉。除此之外人文社科系与工科系也享有一定名誉，建筑学、电子信息、控制工程、海洋工程、工商管理、艺术经营学、广告宣传、视觉设计、工业设计、空间设计、影视多媒体设计以及动画游戏专业等科目更是韩国相关专业领域的奠基者。
2010年，弘益大學在QS世界大学排名亚洲排第191。2013年，弘益大學在QS世界大学排名亚洲排第79。2014年，韩国《中央日报》排名弘益大学艺术与设计专业排名第1。2007年10月5日弘益大学被美国《商务周刊》评为“亚洲及欧洲范围内最优秀设计大学”，2008年7月17日被评为全球最佳设计院校称号。

## 弘大介绍
弘益大学位于韩国的首都首尔特别市，主校区位于首尔市麻浦区上水洞，处于城市繁华地区，是首尔乃至韩国的经济文化艺术的中心地区。弘益大学是中国国家教育部学历认可的大学，是韩国正规的综合性大学。弘益大学创建于1946年，最初校名为弘文大学馆，1947年更名为弘益大学馆。朝鲜战争期间曾迁校于釜山，战争结束后再度迁校于首尔，并于1955年迁校于现在的首尔校区。1971年定名为弘益大学。其后，随着校园的扩建，不断积累的信誉，为学校历史开创了新的里程碑。弘益大学是韩国优秀的综合性大学，并在艺术领域最为突出，尤其以美术、设计专业最为著名。除此之外人文社科系与工科系也享有一定名誉，建筑学、电子信息、控制工程、海洋工程、工商管理、艺术经营学、广告宣传、舞台设计、表演艺术、影视多媒体设计以及动画游戏专业等科目更是韩国相关专业领域的奠基者。弘益大学设有16个大學部学院，78个学部（18100名大學部在校生）。以及13个研究生院，28个独立研究院，78个学科（3498名硕博研究生在校生）。为了促进日益发展的国际经济，文化交流与合作，先后设立了综合大学院、国际设计研究院IDAS、建筑城市研究院、商学研究院、广告传媒研究院、教育研究院、美术研究院、工艺美术研究院、演艺艺术研究院、影视多媒体研究院、体育科学研究院、智能城市科学管理研究院。
世界名牌大学博士及领域内最资深的近千名教授授课，优秀的教育质量保证了弘益大学的专业领导地位。弘益大学为韩国"BK21+"项目高校。国际设计研究院与多国进行国际设计项目合作与文化交流，包括英国，美国，意大利，中国，法国，日本，澳洲等29个国家和地区的116所艺术大学展开合作项目。弘益大学在全面培养学生专业素质水平的同时，提高学生多方面综合实力与能力，让学生成为专业性复合型创造力人才。弘益大学校训“弘益人间”，意为“让最广泛的人间有益”。多年来坚守着宽广博大的胸怀，灵魂与内心深处的良知，校训告诉我们，这不仅是弘大的历史，这更是文化与时代精神的进程，未来将是弘益青年展现自己最纯粹意志的时代。为了追求这个目标，提出了“自主”“创造”“协同”的教育理念。以“人”为根本，弘扬和传播时代的力量。
为适应未来的发展变化与全球化的社会变革，弘益大学更是做好了准备，在全面培养学生专业素质水平的同时，提高学生多方面综合能力，让学生成为拥有综合能力与丰富专业知识的专业性复合型创造力人才。弘益大学学术的绝对领导地位，以及高标准教育质量，丰富的教育资源，国际化的发展模式，出色的教育成绩，使其成为艺术高校中的佼佼者，作为世界著名设计院校，在艺术设计专业领域成绩更为突出。弘益大学不仅是韩国人心目中的艺术殿堂与文化圣地，更是韩国乃至亚洲以及世界近当代艺术以及现代文化的代表。

## 弘大历史
弘益大学是韩国私立综合性大学，1946年6月27日建校，最初校名为弘文大学馆，1947年更名为弘益大学馆。朝鲜战争期间曾迁校于釜山，战争结束后再度迁校于首尔，并于1955年迁校于现在的首尔校区。1958年成立弘益大学馆研究生院。1961年依据政令只保留美术学部，校名亦变更为弘益美术学院。1962年经调整恢复弘益大学馆校名。1971年弘益大学馆将首都工学院合并，升级为更加全面的综合性大学，最终学校定名为弘益大学。1987年增设弘益大学世宗校区。弘益大学是一所具备特性化，全面化，国际化的优秀大学。 首尔校区的学科有工科大学、建筑大学、经营管理大学、文科大学、法律大学、国际经济大学、师范大学、商科大学、艺术设计大学、科学技术大学、广告宣传大学、造型大学、游戏大学、体育产业大学、外国语大学、世界金融学院等。世宗校区有科学技术大学、工商大学、造型大学、艺术设计大学等共16个院系78个学科专业，研究生院包括首尔分校的一般研究生院、建筑都市研究生院、教育经营管理研究生院、国际经营研究生院、产业美术研究生院、影像研究生院、国际设计研究生院、广告宣传研究生院、教育研究生院、美术研究生院、税务研究所、情报研究所等。世宗校区有产业研究生院。
1971年，弘益大学迈向另一个新的高峰，弘益大学馆将首都工学院合并，首都工学院隶属于弘益大学馆理工学院，弘益大学馆升级为更加全面的综合性大学，此后弘益大学馆定名为弘益大学。1972年成立工艺美术研究所，并于同年及第二年成立夜间部与师范学院。1977年，设立了弘益初中及高中、弘益女子初中及高中、弘益小学五所学校，并变更为师范学院附属学校。1997年设立外国语教育院，支持外语学习。1998年成立的广告与公共关系学院，是韩国第一个和广告及公共关系相关的院系，也因此弘益大学培养了众多当今社会著名广告与公共领域专家。2001年外国语教育院更名为国际语言教育院，国际语言教育院拥有国内外优秀的讲师队伍，完备的教学设施，有专门的指导教师指导学生的学习，并且国际语言教育院实行“一帮一”教学制度，让韩国学生与正在学习韩语的中国学生直接进行交流， 开展各种韩国文化体验活动，让学生能够直接体验韩国的文化，学生不仅能够在学习过程当中得到系统的语言教育，而且能够学习韩国的先进文化，使学生能够自由地掌握和学习韩国语。2002年在大学路设立分校，成立弘益大学艺术中心，为学生提供更丰富的教学资源。弘益大学是韩国最老牌的美术设计专业方向学校，开创了韩国最早的传统美术和广告、设计专业，在韩国国内享有最高声誉，韩国大部分院校的艺术教授都毕业于此。

## 教育目标
弘益大学建校多年间以来，一直致力于培养能够顺应时代和社会要求的实事求是的人才。弘益大学的教育目标在建构艺术与工业的桥梁，培育对国家及人类发展贡献，兼具自主、创新以及合作的人才，造福全人类。大学是学生为将来事业做准备的园地，学生首先应该学习独立思考，不受外界环境的影响，此为该校教育的第一个目标。该校教育的第二个目标是培养学生的创新精神。创新精神在人的一生中至关重要，因此弘益大学对学生创新精神的培养不遗余力。使学生能够在多元化的社会中学习发展，汲取知识与他人经验，独立思考，本着创新精神与专业知识服务社会，造福社会。第三个目标，弘益大学有鉴于全球化时代的来临，提倡合作共赢，鼓励学生合作精神。弘益大学于1997年设立外国语教育院，支持多语种学习，1998年成立广告与公共关系学院，是韩国第一个与广告及公共关系相关的院系，培养了越来越多为当今社会所重视的这方面专家。2001年外国语教育院更名为国际语言教育院，2002年在大学路设立分校，成立弘益大学艺术中心，成为年轻人经常聚会交流的学习园地，并与世界各国开展各项国际交流合作项目。
弘益大学教育目的，培育对国家及人类发展，贡献己力，兼具自主、创新以及合作的人才。亦即培养具广博见识和沟通能力的民主市民，竭尽全力自主自发的教养人才，涵养学术和艺术水平，守护民族文化，主导全球化时代变化的创意专才、追求共同幸福的前瞻态度，对社会发展贡献，协调合作的社会人才。培育对国家及人类发展贡献，兼具自主、创新以及合作的人才。

## 教学规模
弘益大学共有2个主校区，3个分校区。2个主校区有首尔校区和世宗校区。3个分校区有首尔市大学路弘益大学设计中心(分校区)、泰安市万里浦海洋研究院(分校区)、水原市华城校区(分校区)。首尔校区位于首尔市文化的中心地区，这里年轻人聚集，富含着文化艺术气息。弘益大学特别注重环保及节能，为建成一个绿色的引导知识文化产业的未来型校区而不断努力。世宗校区位于行政中心复合都市世宗特别自治市，亲近自然型校园，其面积广阔达130万平方米。校区内有中部地区最大规模的影像与动漫画摄影基地及设施先进的体育中心和弘益艺术厅。大学路校区有国际先进水准的教研设施及可供演出的大学路艺术中心。在这里不仅可以提供文艺演出、设计实验及教学实训，还可以展览及开展有关国际活动等，它起着文化、艺术、设计的中心地作用。大学路校区还设有国际设计专门研究生院(IDAS)、产业美术大学研究生院等有关美术设计的研究生院，有设计创新中心(DIC)、国际设计先导中心(IDTC)、首尔国际设计中心(SIDC)、首尔设计中心(SDC)等研究及创业训练基地。水原市华城校区内有国内大学最大规模的数理实验楼、美术大学工艺实习制作室、针对各个学生开设的美术教育院等实验实习空间，还建有体育部宿舍及训练场地。亲近自然的华城实习场将结合周边的史迹发展成一个连带的文化观光地。
1980年至1982年经教育部批准先后成立文学院、环境科学研究所与教育研究所。伴随着招生人数不断地成长，自然科学课程增加，1983年和1985年完成了文科大楼、计算机中心和体育馆。另外，在1988年至1989年兴建了两栋高6层、占地122及263平方米的学生宿舍楼。1986年至1989年为了更进一步拓展弘益大学的教学计划，先后设立国际经营研究所、法商学院，并将版画学系与平面设计学系并入美术学院。除了设立11个学系的产业学院之外，已经确定于忠清南道延吉郡建立占地151,250平方米的弘益大学第二校区世宗校区。因为弘益大学的美术与设计等教育，声誉卓著，广受各界的支持与信赖，又陆续于1999年及2003年在江南盘浦与水原设立分校，弘益大学已培训超过三万名毕业生。其后并在1991年至1994年，决定增设许多学院。于首尔校区工程学院设立无线电科学与通信工程学系（现已并入电子与电机工程学部），产业信息研究所、商经学院及税务研究所。于世宗校区将产业科学学院分成科学技术学院和视觉艺术学院（现已改名为艺术设计学院）。后者还包括了产业设计与广告设计专业；商经学院也在此时期加入。

## 国际合作
1995年至1996年更将许多研究领域相似的学系加以整合，使学生的学习研究领域能够更加广泛。在世宗校区增设产业研究所；在首尔增设广告与公共关系研究所和教育经营管理研究所。在此同时，弘益大学致力于向世界发展，成立管理完善、独立运营的弘益大学设计中心（Hongik University Design Center）。并自1995年起，与美国、中国、白俄罗斯、日本、俄罗斯、英国、西班牙、芬兰、瑞典、法国、加拿大和澳大利亚等国大学缔结姐妹校关系，弘益大学拥有三十多个姐妹校。校企合作2002年，Gyeonseong基金会并入弘益基金会，并于韩国西岸旅游胜地万里浦（忠清南道泰安），设立了万里浦海洋研究院，这里不但风景优美，内部设备完善，更为该校全体师生及一般民众提供了一个休闲度假住宿研习的好去处。为了顺应数字媒体与国际设计时代的来临，2004年，设立了电影与数字媒体研究院和国际设计专门研究院，以培养这方面优秀的人才。同年经教育部综合评定为“特性化优秀大学”。2005年，被教育部评定为连续三年获得教育部支援的特性化产业，并与韩国著名企业三星电子签订“培养适用人才，共同运用信息网络”的协定；与PACE建立了国际产学合作计划的体制；与首尔地铁公司签订了产学合作协议。同年，在世宗校区完成‘弘益艺术大楼（Hongik Art Hall）’。2006年，设立了建筑学院及占地18,464坪的弘文馆。弘益大学此时已经正式迈向第六十个年头。学校规模据统计，该校共有16个大学部學院、78个学系和13个研究院，28个独立研究院；有超过十万名大学、硕士和博士毕业生。无论规模还是质量皆不断地在稳定中成长、进步、茁壮。相信在未来的岁月中，弘益大学将更加努力，在教育和研究中，以更优秀的成绩展现于众人面前。
弘益大学与海外知名大学签署姊妹合作结缘协议实施交流项目。1989年向University of North Carolina at Charlotte(UNCC，北卡罗莱纳-夏洛特分校) 首次派出学生以来，与美国Utah State University(犹他州立大学)、University of Kansas(堪萨斯大学)、德国RWTH Aachen University(亚琛工业大学)、法国École Nationale Supérieure des beaux-Arts(ENSBA, 国立美术学院)及Université de La Rochelle(拉罗谢尔大学)、芬兰Aalto University School of Art & Design (UIAH, 阿尔托艺术设计大学)及HAAGA-HELIA University of Applied Sciences(哈格应用科技大学)、澳洲Swinburne University of Technology(斯威本科技大学)、日本筑波大学、武藏野美术大学、多摩美术大学等多所大学开展交换交流活动。另外，与美国Washington State University(WSU，华盛顿州立大学)及Illinois Institute of Technology(IIT，伊利诺伊斯理工大学)合作开展双学位制度。

## 院系设置
弘益大学共有2个主校区，3个分校区。主校区分别为首尔校区和世宗校区。3个分校区为首尔市大学路弘益大学设计中心(分校区)、忠清南道泰安市万里浦海洋研究院(分校区)、水原市华城校区(分校区)。并且拥有独立运营与管理的首尔校区体育馆以及60万平方米校园设施与校舍。世界名牌大学博士233名包括领域最资深的1487名教授授课，优秀的教育质量保证了弘益大学的专业领导地位。弘益大学设有16个大學部学院，13个研究生院，28个独立研究院，78个学科。
16个大學部学院, 包括：工科学院、建筑学院、经营管理学院、文科学院、法律学院、国际经济学院、师范学院、商科学院、艺术设计学院、科学技术学院、广告宣传学院、造型学院、游戏学院、体育产业学院、外国语学院、世界金融学院。大学部设有社会学专业、心理学专业、外国语专业、建设城市工科学部、电子电器电脑工科学部、建筑学系、法学系、经济学系、数学教育系、国语教育系、外语教育系、历史教育系、教育学系、东洋画系、绘画系、版画系、雕塑系、时尚设计、时装设计、视觉设计、产业设计学系、金属造型设计系、陶艺系、木造型家具学系、纤维美术系、艺术学系、材料工学部、机械情报工学系、朝鲜海洋学、化学系列工学系、广告宣传学、人文社会学、经营情报学、会计学、金融保险学、国际经营专业、体育系、家具产品设计、广告设计、产业运动学系等等78个学部与学系，近300多个大學部专业课程设立。
13个研究生院，包括硕博研究生专业，研究院设立有：综合研究院、国际设计研究院IDAS(即弘益大学国际设计专门大学院)、建筑城市研究院、商学研究院、广告传媒研究院、教育研究院、美术研究院、工艺美术研究院、演艺艺术研究院、影视多媒体研究院、体育科学研究院、智能城市科学管理研究院。研究生院以深度的学术研究为目的，开设了各种领域的硕士和博士学位课程。硕士学位课程设有52个系和1个学部。博士学位课程设有理工及人文社会领域34个系，还有美术、设计和工艺领域4个系（15个专业）。此外，设有学研产协同课程和跨学科协同课程，为跨学科的研究交流和合作做出努力。1所综合研究院，1所国际设计专门研究院和11所特殊研究院，总13所研究生院以持续教育为目的，提供专业领域的深化理论和尖端实务能力。
28个独立研究机构，独立研究机构分别是环境开发研究院、经营研究所、经济研究所、教育研究所、科学技术研究所、铁路交通技术研究中心、防灾研究中心、Trib麦加能源技术研究中心、中小企业产学合作中心、超材料电子元子研究中心、人文科学研究所、法学研究所、创作和法律研究中心、东亚法律研究所、产业技术研究所、机械电子研究中心、海洋系统研究中心、电气设备研究中心、中小企业产学合作中心、美术设计与工程学研究所、陶艺研究中心、影像动漫画研究所、色彩设计研究中心、环境美术研究所、东北亚法律研究所、东亚艺术文化研究院、个人移动性研究中心、智能城市与环境设计研究中心。

## 弘大排名
2010年，弘益大學QS世界大学排名亚洲排第191
2013年，弘益大學QS世界大学排名亚洲排第79
2014年，韩国中央日报排名弘益大学艺术与设计专业排名第1
2007年10月5日弘益大学被美国《商务周刊》评为“亚洲及欧洲范围内最优秀设计大学”
2008年7月17日被评为全球最佳设计院校称号

## 弘大观光

### 弘大旅游
在首尔，人们约定见面时，常常把见面场所定在弘大，梨泰院和江南等地。这里说的“弘大”，是弘益大学的简称，指的是弘益大学以及周边文化区。弘益大学以美术设计而著称，出色的成绩使其成为韩国高校中的佼佼者，弘益大学不仅仅是韩国人心目中的艺术殿堂与文化圣地，更是韩国近当代艺术以及现代文化的代表。弘益大学前的街区到处洋溢着艺术的气息，艺术爱好者常常在这里展示自己的作品，这里有很多公演表演和展示馆，以及别具一格的咖啡厅。交通可以选择乘坐地铁2号线，在弘大入口地铁站下车，从9号出口出来，往弘益大方向步行5分钟即可到达。弘益大学123旅游攻略，123即1条街2个点3个区，1条街即弘益大学文化区主干道，2个点即弘益大学必打卡之地，3个区即弘益大学旅游观光区域。周5周6晚上是弘大旅游观光的最佳时间。

### 弘大文化
弘益大学一带是年轻艺术家的聚集地，与深具特色的游乐文化中心,形成一巨大商圈，繁华热闹，充满活力。有众多的咖啡馆和小规模画廊、设计商品店、时装店、自由市场等，形成弘大特有的文化。此外，独具个性的各种艺术活动和街头表演、庆典也是充满欢乐活力弘大的独特魅力。以个性独特魅力文化为基础，在属于日常空间的街道和商业街以及住宅区举行各种展览，让地区居民和大众在日常生活中，能更进一步接近艺术，从1993年开始，定期举办街头美术展，该展览在学生的主导下，每年举办一次。街头美术展是学生在街头展置各种美术相关造型作品，还扩及壁画、街头影像和街头表演等，同时还举办各种研讨会，现已发展为大众直接参与的美术季活动，并跃升为综合艺术庆典的地位。

### 弘大周边
韩国年轻人常说起的“弘大”不仅是“弘益大学”的简称，还代表了这里独特的文化范畴。弘大周边的大学街、购物街、文化街、酒吧街，早已被大众认可和喜爱，其名气源自于“弘益大学”本身的艺术气质与时尚氛围。作为韩国最具代表性的艺术大学，这里必然汇集着思想前卫，行为开放的艺术家，以及各类时尚设计师，他们在这里经营和维系着弘大文化，并吸引着韩国年轻人的追捧，这里常常是韩国年轻人感受现代时尚，品味艺术的场所，更是韩国人聚会娱乐的根据地。弘大聚集了区别于大众文化的少数独特文化爱好者们活动聚集的咖啡厅和俱乐部等空间，展示出弘大的自由与前卫。
夜店俱乐部是弘大文化的象征。在这里随处可见彻夜享受Techno、 Hip Hop、Acid jazz、R&B等各式音乐，挥洒青春、狂欢娱乐的年轻人们。同时，标榜独立的乐队或活动于大众文化之外的地下音乐家们，在咖啡屋、酒吧或俱乐部进行的小规模的舞台演出，还向人们展示出弘大俱乐部文化的另一番独特景致。自2001年起，只需购买一张门票就可以自由活动于弘大各个俱乐部的“俱乐部日 Club Day”（每月最后一周周五晚上9点~第二天凌晨6点），吸引着众多俱乐部迷们的到来。最近，慕名而来的外国人也在日益增多。每周五，周六的晚上是弘大观光和旅游的最佳时间。

## 知名校友
安尚秀，1952年生于韩国忠州，毕业于弘益大学美术系，著名设计师。1985年创造了以他的姓氏命名的“安体”，其后又设计了李体、myrrh体、mano体，成立了安设计事务所。1991年以来担任弘益大学视觉设计专业教授，并任国际平面设计社团组织协会副会长。安尚秀是韩国具有代表性的设计师，他不仅对韩国的传统文化有着很深的造诣，而且对东亚文化也有很强的理解力。
金永原，1947年出生于韩国首尔，毕业于弘益大学雕塑系，著名雕塑师。代表作品世宗大王铜像，东大门DDP雕塑作品等。现任弘益大学雕塑系教授，环境美术研究院院长，环境雕刻研究院院长。
李相铉，三星中国总部董事长兼三星电子大中华区总裁
千载昊，原名千英来，韩国演员、模特。2008年通过《Mnet 耻辱！花美男连锁事件》出演弘益大学校草出道。曾出演韩剧《树大根深》、《黄金时刻》、《想你》。
金甫灵，韩国足球运动员，场上司职中场，现效力于韩国的全北现代足球俱乐部，曾效力于卡迪夫城足球俱乐部，大阪樱花足球俱乐部和维冈竞技足球俱乐部。金甫炅也是韩国国家队的成员。
赵汉善，1981年6月17日出生，韩国男演员。曾为Figaro girl、Vogue、GQ、流行通信等担任杂志模特，2006年还选为瑞士观光形象大使。主要作品为《狼的诱惑》、《连理枝》、《热血男儿》、《对，就是那样》等。
卢洪哲，1979年3月31日，韩国艺人。是一个永远流露着温暖笑容给人带去欢乐的人。在韩国综艺节目及影视剧中都有绝佳表现，多次获得各类奖项
吴赫，1993年10月5日，韩国独立乐队hyukoh主唱兼吉他手。毕业于韩国弘益大学艺术系。
Loco（1989年12月25日），本名權焃禹（韓語：권혁우），韓國饒舌歌手，所屬AOMG唱片旗下歌手。2012年參加Mnet饒舌選秀節目《Show Me The Money》第一季獲得冠軍。與 Gray、Zion.T、ELO（韓語：엘로）及Crush共同所屬於團體VV:D。 畢業於弘益大學經營學系。
Gray（1986年12月8日），本名李星和（韓語：이성화），韓國歌手、說唱歌手及音樂製作人。為朴載範和DJ PUMPKIN共同經營的AOMG旗下歌手之一。與Loco、Zion.T、ELO（韓語：엘로）及Crush等歌手共同所屬於VV:D crew。弘益大學電腦工程學系(休學)
禹元材（韓語：우원재 Woo Wonjae），（1996年12月23日－），聽了從姐姐那裡拿到的mp3裡的Drunken Tiger專輯後，開始嘗試rap，2017年參加Mnet的Hiphop選秀節目Show Me The Money 第六季，進入前三強。2017年加入朴載範與Simon D共同經營的AOMG經紀公司中。弘毅大學土木工程系(就讀中)
林东洛， 金玟，全良德，朴右赫，周优进，崔成武，朱宇宰